# Pablo de Sarasate

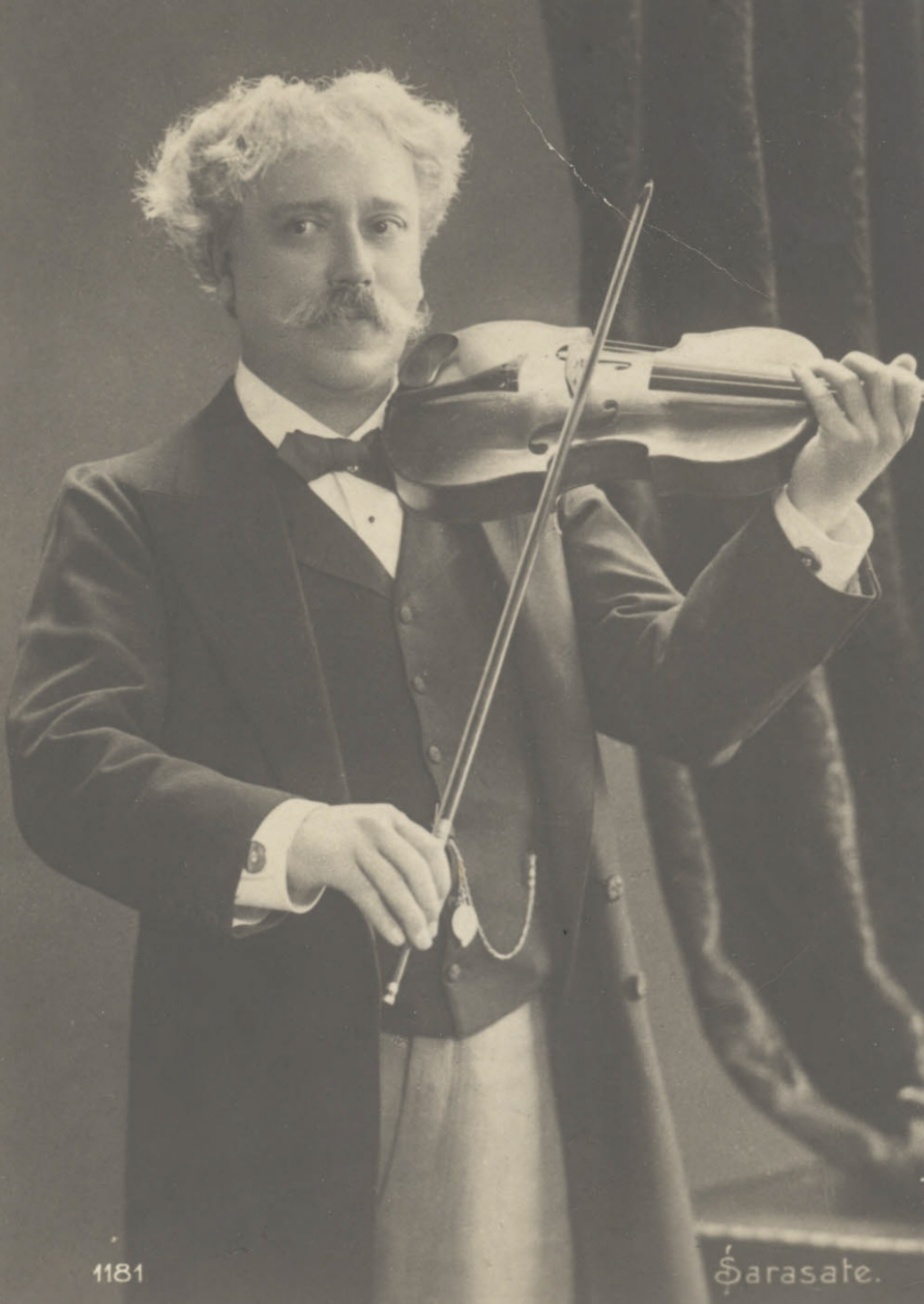
Pablo de Sarasate, 1905

Pablo de Sarasate (vollständiger Name: Martín Melitón Pablo de Sarasate y Navascués; * 10. März 1844 in Pamplona; † 20. September 1908 in Biarritz) war ein spanischer Geiger und Komponist.

## Leben
Sarasate begann sein Violinstudium im Alter von fünf Jahren unter seinem Vater, einem Artilleriekapellmeister. Später wurde er von ortsansässigen Lehrern unterrichtet. Sein erstes Konzert gab er im Alter von  acht Jahren in La Coruña.
Nachdem er in diesem frühen Alter schon beachtliche Erfolge hatte, wurde er von der wohlhabenden Schriftstellerin und Gräfin Juana de Vega unterstützt. Dies versetzte seine Eltern in die Lage, ihm ein Studium unter Manuel Rodriguez Saez in Madrid zu ermöglichen. Nicht lange nach seiner Ankunft in Madrid wurde aus dem jungen Violinisten ein erfolgreicher Künstler am Hofe von Königin Isabella II. von Spanien.
Auf Entscheidung seiner Mutter hin studierte er im Alter von zwölf Jahren unter Jean-Delphin Alard am Pariser Konservatorium.
Sarasate war den größten Teil seines Lebens als Solist auf Tournee und als Virtuose berühmt. Zahlreiche Werke wurden für ihn komponiert, so etwa die Introduction et Rondo capriccioso (1863) von Camille Saint-Saëns und die Symphonie espagnole (gespielt 1875) von Édouard Lalo. Zu Sarasates bekanntesten eigenen Kompositionen gehören die Aires gitanos (Zigeunerweisen, 1878), in deren drittem Satz er eine musikalische Anleihe bei Elemér Szentirmay machte, Zapateado und die Fantasie über Carmen von Bizet.

## Ausgewählte Werke
- Caprice basque (op. 24)
- Carmen (op. 25)
- Jota de Pablo (op. 52)
- La Chassa (op. 44)
- Navarra (op. 33)
- Nocturne-Serenade (op. 45)
- Peteneras (op. 35)
- Playera (op. 23 Nr. 1)
- Rêve (op. 53)
- Zapateado (op. 23 Nr. 2)
- Zigeunerweisen (op. 20)
- Spanische Tänze (op. 22, 23, 26)
- Introduction et Tarantelle (op. 43)